# Cambalida lineata
Cambalida lineata is een spinnensoort uit de familie van de loopspinnen (Corinnidae). De wetenschappelijke naam van de soort werd in 2012 gepubliceerd door Charles Richard Haddad.
De soort is endemisch in Madagaskar. Het holotype werd gevonden in nationaal park Masoala.